# Požeg
Požeg este o localitate din comuna Rače - Fram, Slovenia, cu o populație de 70 de locuitori.